# Светско првенство у атлетици у дворани 2001 — скок удаљ за жене
Скок удаљ у женској конкуренцији на 8. Светском првенству у атлетици у дворани 2001. одржано је 10. марта у Атлантском павиљону у Лисабону (Португалија).
Титулу освојену у Маебаши 1999. бранила је Татјана Котова из Русије.

## Земље учеснице
Учествовало је 11 такмичарки из 10 земаља.
1. Бразил (1)
2. Кина (1)
3. Италија (1)
4. Летонија (1)
5. Немачка (1)
6. Португалија (1)
7. Русија (2)
8. САД (1)
9. Украјина (1)
10. Шпанија (1)

## Сатница
| Датум          | Време | Ниво   |
| -------------- | ----- | ------ |
| 10. март 2001. | 15:45 | Финале |

## Освајачи медаља
| Освајачи медаља |                |                  |  |  |  |  |
|                 |                |                  |  |  |  |  |
|                 |                |                  |  |  |  |  |
|                 |                |                  |  |  |  |  |
| Дон Барел       | Татјана Котова | Нијурка Монталво |  |  |  |  |
| САД             | Русија         | Шпанија          |  |  |  |  |

## Рекорди
8. март 2001.
| Рекорди пре почетка Светског првенства 2001.     | Рекорди пре почетка Светског првенства 2001. | Рекорди пре почетка Светског првенства 2001. | Рекорди пре почетка Светског првенства 2001. | Рекорди пре почетка Светског првенства 2001. | Рекорди пре почетка Светског првенства 2001. |
| ------------------------------------------------ | -------------------------------------------- | -------------------------------------------- | -------------------------------------------- | -------------------------------------------- | -------------------------------------------- |
| Светски рекорд                                   | 7,37                                         | Хајке Дрекслер                               | Источна Немачка                              | Беч, Аустрија                                | 13. фебруар 1988.                            |
| Рекорди светских првенстава                      | 7,10                                         | Хајке Дрекслер                               | Источна Немачка                              | Индијанаполис, САД                           | 7. март 1987.                                |
| Најбољи резултат сезоне                          | 7,00                                         | Људмила Галкина                              | Русија                                       | Москва, Русија                               | 16. фебруар 2001.                            |
| Афрички рекорд                                   | 6,97                                         | Чиома Аџунва                                 | Нигерија                                     | Ерфурт, Немачка                              | 5. фебруар 1997.                             |
| Азијски рекорд                                   | 6,82                                         | Yang Juan                                    | Кина                                         | Пекинг, Кина                                 | 13. март 1992.                               |
| Северноамерички рекорд                           | 7,13                                         | Џеки Џојнер-Керси                            | Сједињене Државе                             | Атланта, САД                                 | 5. март 1994.                                |
| Јужноамерички рекорд                             | 6,67                                         | Морен Хига Маги                              | Бразил                                       | Бирмингем, Уједињено Краљевство              | 20. фебруар 2000.                            |
| Европски рекорд                                  | 7,37                                         | Хајке Дрекслер                               | Источна Немачка                              | Беч, Аустрија                                | 13. фебруар 1988.                            |
| Океанијски рекорд                                | 6,81                                         | Николе Боегман                               | Аустралија                                   | Барселона, Шпанија                           | 12. март 1995.                               |
| Рекорди после завршетка Светског првенства 2001. |                                              |                                              |                                              |                                              |                                              |
| Најбољи резултат сезоне                          | 7,03                                         | Дон Берел                                    | Сједињене Државе                             | Лисабон, Португалија                         | 10. март 2001.                               |

### Најбољи резултати у 2001. години
Десет најбољих атлетичарки године у скоку удаљ у дворани пре почетка првенства (14. марта 2001), имале су следећи пласман.
| 1.  | Људмила Галкина       | Русија           | 7,00 | 16. фебруар |
| 2.  | Татјана Котова        | Русија           | 6,84 | 4. март     |
| 3.  | Нијурка Монталво      | Шпанија          | 6,82 | 24. фебруар |
| 4.  | Хајке Дрекслер        | Немачка          | 6,74 | 4. фебруар  |
| 5.  | Олга Рубљова          | Русија           | 6,73 | 19. јануар  |
| 6.  | Ина Ивлева            | Русија           | 6,71 | 19. јануар  |
| 6.  | Татјана Лебедева      | Русија           | 6,71 | 19. јануар  |
| 8.  | Дон Берел             | Сједињене Државе | 6,69 | 2. фебруар  |
| 9.  | Татјана Тер Месробиан | Русија           | 6,68 | 1. март     |
| 10. | Олена Шеховцова       | Украјина         | 6,65 | 2. фебруар  |
| 10. | Стилијани Пилату      | Грчка            | 6,65 | 11. фебруар |

Такмичарке чија су имена подебљана учествују на СП 2001.

## Резултати

### Финале
Такмичење је одржано 10. марта 2001. године у 15:45.,,
| Пласман | Атлетичарка        | Земља       | ЛР    | ЛРС  | #1   | #2   | #3   | #4   | #5   | #6   | Резултат | Белешке |
| ------- | ------------------ | ----------- | ----- | ---- | ---- | ---- | ---- | ---- | ---- | ---- | -------- | ------- |
|         | Дон Берел          | САД         | 6,98о | 6,69 | 6,67 | 6,83 | 6,08 | 6,69 | x    | 7,03 | 7,03     | СРС, ЛР |
|         | Татјана Котова     | Русија      | 7,04о | 6,84 | 6,83 | 6,88 | 6,88 | 6,94 | 6,98 | x    | 6,98     | ЛРС     |
|         | Нијурка Монталво   | Шпанија     | 7,06о | 6,82 | 6,76 | x    | 6,71 | 6,85 | 6,69 | 6,88 | 6,88     | НР, ЛР  |
| 4.      | Фиона Меј          | Италија     | 7,11о | 6,75 | 6.87 | 6,65 | 6,72 | x    | 6,62 | 6,52 | 6,87     |         |
| 5.      | Хајке Дрекслер     | Немачка     | 7,48о | 6,74 | 6,80 | x    | x    | x    | 6,75 | x    | 6,75     | ЛРС     |
| 6.      | Људмила Галкина    | Русија      | 7,05о | 7,00 | 6,49 | 6,33 | 6,57 | 6,62 | 6,68 | 6,71 | 6,71     |         |
| 7.      | Гуан Јингнан       | Кина        | 6,95о | 6,67 | 6,30 | x    | 6,59 | 6,37 | 6,51 | x    | 6,59     |         |
| 8.      | Валентина Готовска | Летонија    | 6,91о | 6,56 | 6,34 | x    | 6,46 | 6,25 | x    | 6,28 | 6,46     |         |
| 9.      | Морен Хига Маги    | Бразил      | 7,26о |      | 6,24 | 6,38 | x    |      |      |      | 6,38     |         |
| 10.     | Марта Годино       | Португалија | 6,45о | 6,38 | 6,35 | 6,21 | x    |      |      |      | 6,35     |         |
| 11.     | Олена Шеховцова    | Украјина    | 6,97о | 6,65 | 6,32 | 6,32 | x    |      |      |      | 6,32     |         |